# مايكل كاي
مايكل كاي (بالإنجليزية: Michael Kay)‏ (9 ديسمبر 1989 في المملكة المتحدة - ) هو لاعب كرة قدم بريطاني في مركز الدفاع. شارك مع منتخب إنجلترا تحت 17 سنة لكرة القدم. أما مع النوادي، فقد لعب مع نادي ترانمير روفرز لكرة القدم ونادي سندرلاند ونادي غيتزهد وChester F.C. ‏.

## وصلات خارجية
- مايكل كاي على موقع قاعدة بيانات كرة القدم.إي يو (الإنجليزية)
- مايكل كاي على موقع Soccerbase.com (لاعب) (الإنجليزية)